# Robin Melo
Robin Sandor Melo Cornejo (Santiago, Chile, 6 de marzo de 1988) es un exfutbolista chileno. Jugaba de lateral izquierdo.

## Carrera
Robin Melo es hijo del exjugador de fútbol de la década de los '70 Robin Melo padre, el que jugó en los clubes Green Cross-Temuco, Everton de Viña del Mar y Rangers y se destacaba por las barridas a sus rivales.
Comenzó jugando en un equipo de Temuco llamado "futuro" hasta que a los 11 o 12 años aproximadamente se lo llevó el club universitario, donde pasó por todas las divisiones inferiores y da el gran salto el año 2007, específicamente en el campeonato de Apertura, en donde es subido al primer equipo por el DT Salvador Capitano. 
En la temporada 2008 es enviado a préstamo a Unión La Calera. A comienzos del 2009 vuelve a "La U", entrena con el equipo y juega un amistoso, pero finalmente el nuevo técnico de la Universidad de Chile, el uruguayo Sergio Markarian le dice que no lo va a tomar en cuenta para el campeonato para que se busque un club, es así como es enviado a préstamo a Unión Temuco.
Debuta oficialmente con el primer equipo de la Universidad de Chile el 9 de diciembre de 2007, específicamente en los Play-Offs del Campeonato de Clausura, en el partido de vuelta, en donde le ganan 2-1 a Cobresal de local y pasan a la siguiente fase. Robin Melo jugó todo el partido y había reemplazado por acumulación de tarjetas amarillas a José Manuel Rojas.

## Clubes
| Club                 | País  | Año       |
| -------------------- | ----- | --------- |
| Universidad de Chile | Chile | 2007      |
| Unión La Calera      | Chile | 2008      |
| Unión Temuco         | Chile | 2009-2012 |
| Deportes Temuco      | Chile | 2013-2014 |
| Deportes La Serena   | Chile | 2014-2016 |

## Palmarés

### Campeonatos nacionales
| Título             | Club         | País  | Año  |
| ------------------ | ------------ | ----- | ---- |
| Tercera División A | Unión Temuco | Chile | 2009 |

- Datos: Q7352655